# Settimo Torinese
Settimo Torinese is een gemeente in de Italiaanse provincie Turijn (regio Piëmont) en telt 47.372 inwoners (31-12-2004). De oppervlakte bedraagt 32,4 km2, de bevolkingsdichtheid is 1462 inwoners per km2.
De volgende frazioni maken deel uit van de gemeente: Fornacino, Mezzi Po.

## Demografie
Settimo Torinese telt ongeveer 19027 huishoudens. Het aantal inwoners steeg in de periode 1991-2001 met 2,2% volgens cijfers uit de tienjaarlijkse volkstellingen van ISTAT.
| Jaar | Inwoneraantal |
| ---- | ------------- |
| 1991 | 45.984        |
| 2001 | 46.982        |

## Geografie
Settimo Torinese grenst aan de volgende gemeenten: Leinì, Volpiano, Caselle Torinese, Brandizzo, San Raffaele Cimena, Borgaro Torinese, Gassino Torinese, Castiglione Torinese, Torino, San Mauro Torinese.